# Ołtarz Najświętszej Marii Panny (obraz Konrada von Soest)

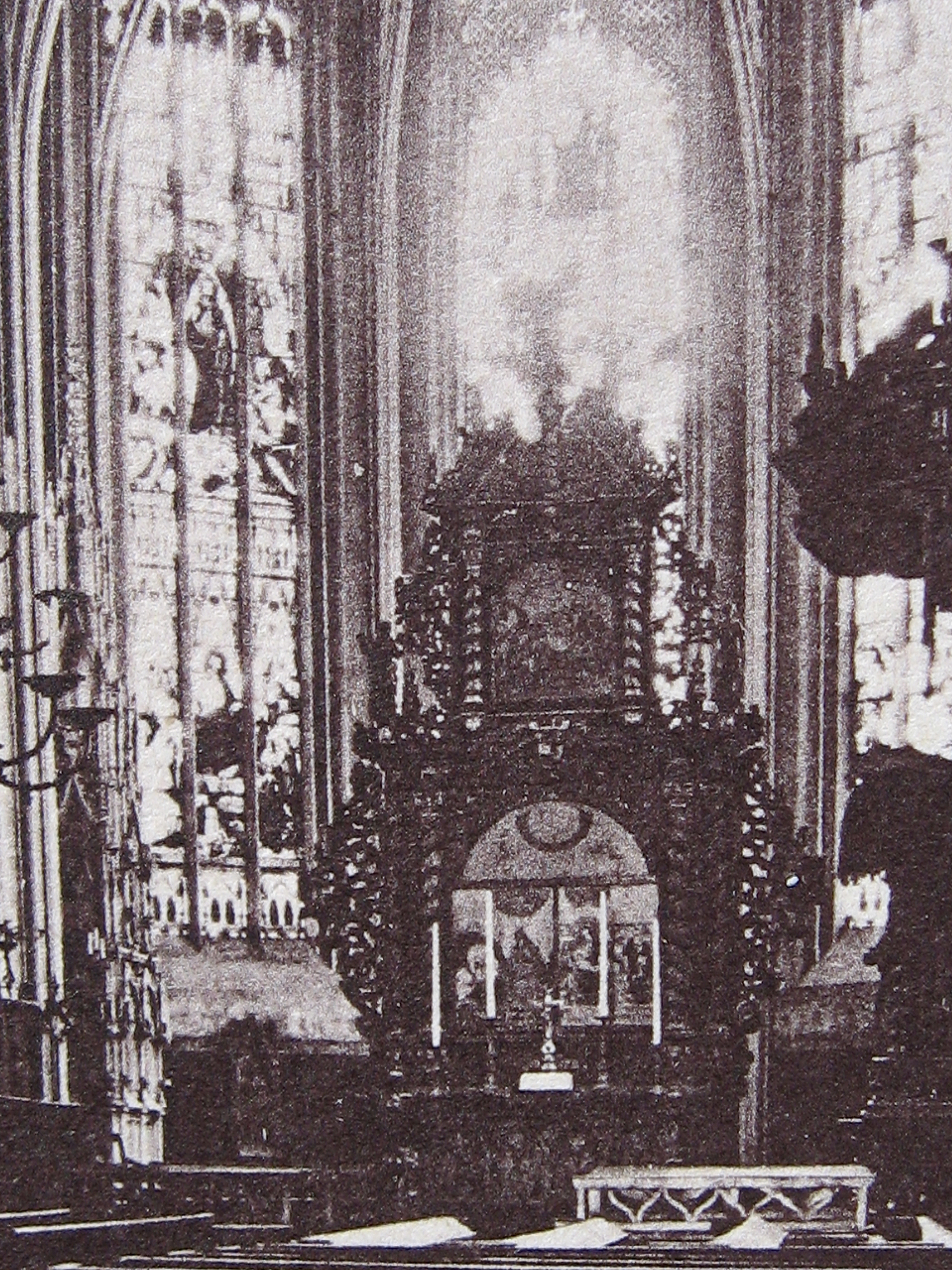
Widok na dawny barokowy ołtarz w którym umieszczono wtórnie gotyckie obrazy

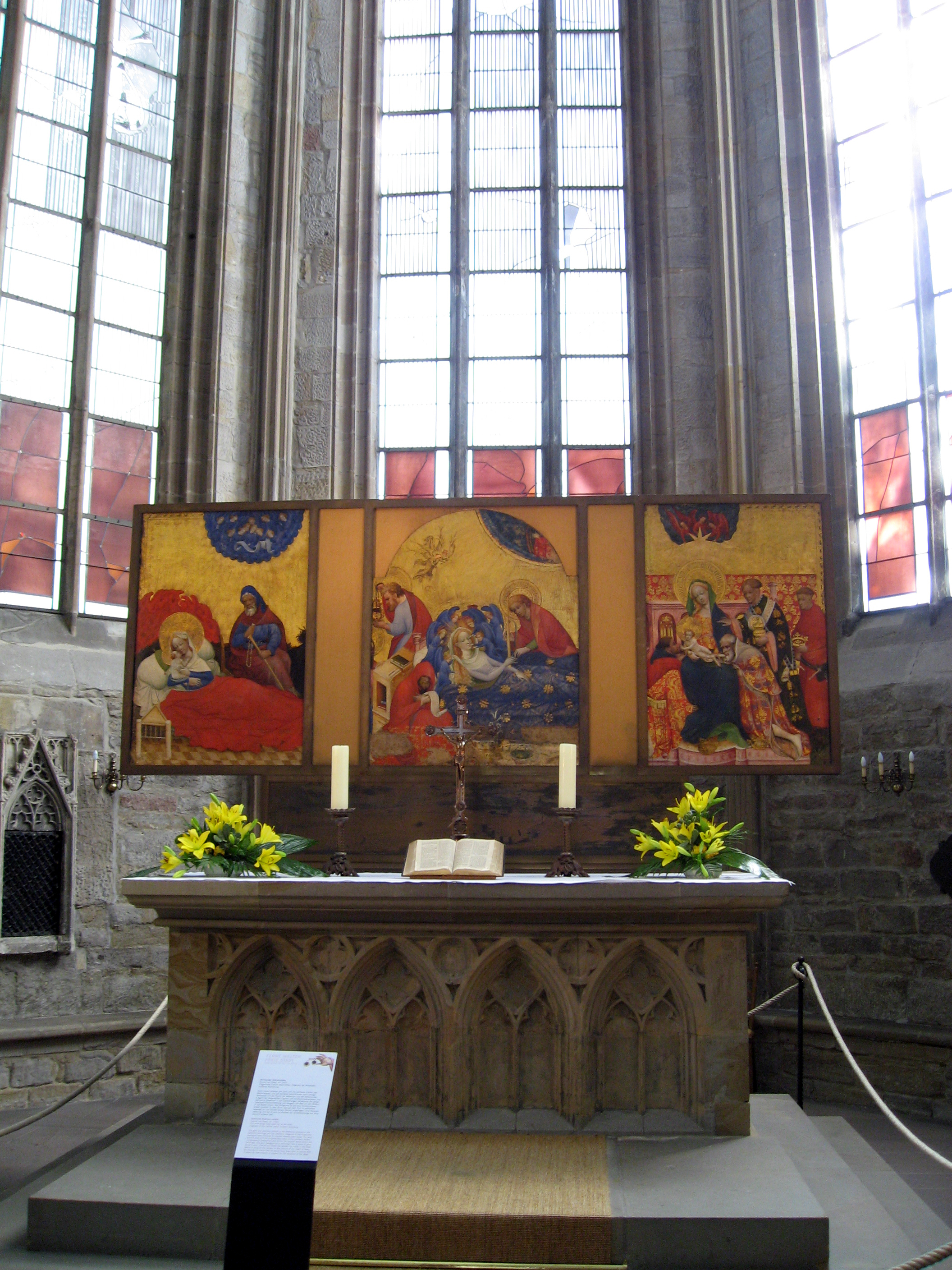
Widok ogólny Ołtarza NMP – fotografia współczesna

Ołtarz Najświętszej Marii Panny (niem. Marienaltar) – dzieło Konrada von Soest namalowane w 1420, przykład gotyckiego malarstwa tablicowego. Obok ołtarza z Bad Wildungen najważniejsze dzieło westfalskiego artysty. Od strony stylistycznej dzieło to stanowi przykład stylu panującego w malarstwie przełomu XIV i XV w. zwanego stylem pięknem lub dworskim. Tryptyk ten jest retabulum ołtarza głównego w kościele Mariackim w Dortmundzie.

## Dzieje

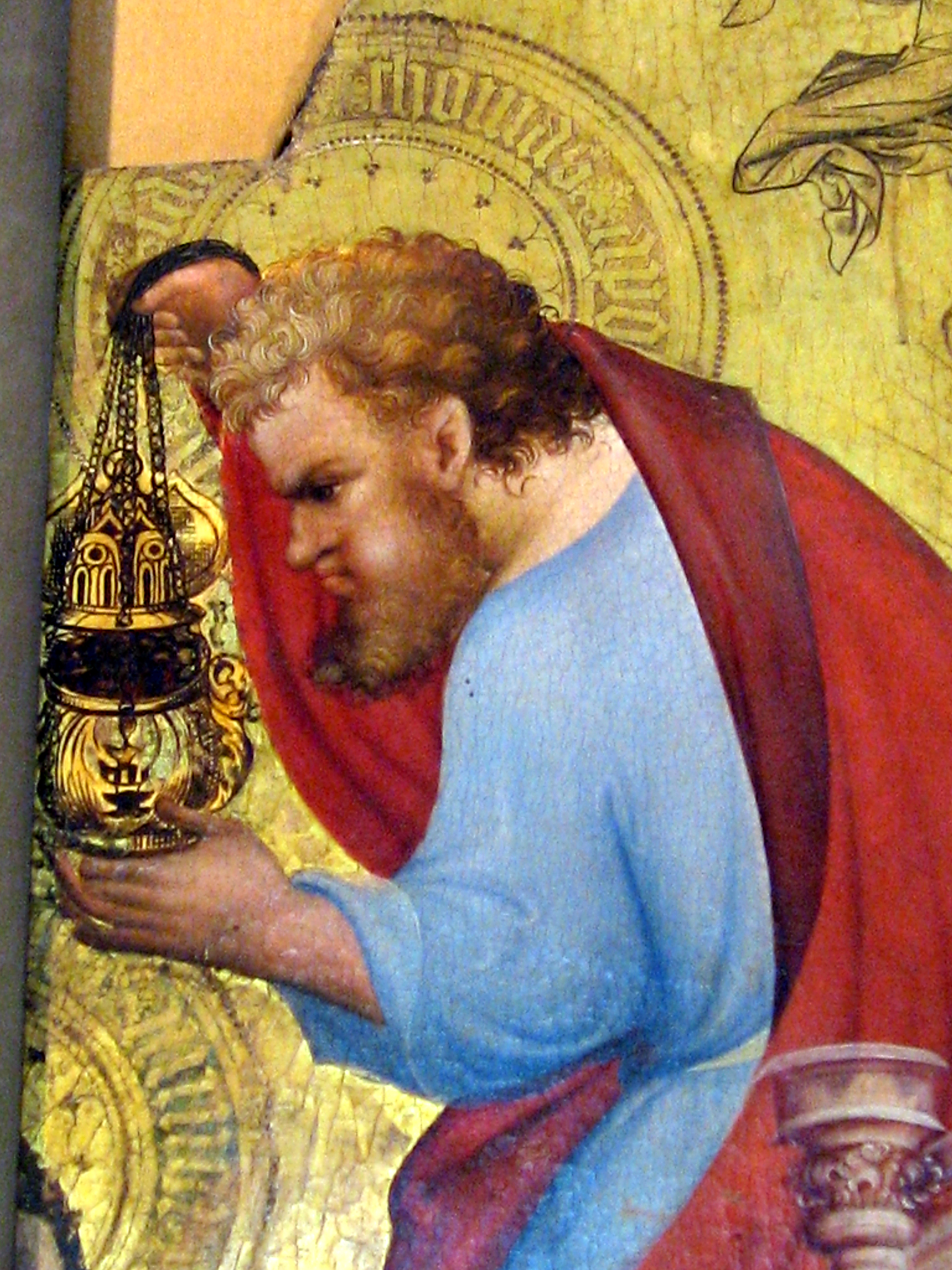
Święty Tomasz-fragment Zaśnięcia NMP

Obecny tryptyk jest zachowany fragmentarycznie. W XVII w Wessel Nies ufundował wielki 16-metrowy barokowy ołtarz główny, w którym zostały umieszczone tablice gotyckiego retabulum. Zostały obramione wielką, zamkniętą półkoliście arkadą. Niestety ołtarz został zniszczone w 1944, kiedy to Dortmund został zbombardowany przez naloty dywanowe wojsk alianckich.
Z inicjatywy dyrektorów dortmundzkich muzeów – doktorów Rolfa Fritza (Museum für Kunst- und Kulturgeschichte) i Leonie Reygers (Museum am Ostwall) obrazy gotyckiego retabulum zostały zdjęte i wystawione w zamku Langenau (Hesja). W rezultacie, dzieło westfalskiego artysty ominęły zniszczenia wojenne. Po wojnie z okazji wielkiej wystawy poświęconej tysiącleciu Nadrenii „Jahrtausend-Ausstellung der Rheinlande”, która miała miejsce w Kolonii, w Wallraf-Richartz-Museum zaprezentowano dwa dzieła Konrada von Soesta z dortmundzkiego kościoła NMP – oprócz ołtarza Panny Marii był to Ołtarz Bernwordtsów. W 1957 wszystkie zachowane obrazy zostały umieszczone wedle oryginalnego porządku w nowoczesnej metalowej ramie w historycznym miejscu.

## Opis i analiza
Stojący na gotyckiej kamiennej mensie w prezbiterium dortmundzkiego kościoła NMP tryptyk został wykonany techniką temperową na desce. Wymiary kwater nieznacznie różnią się między sobą, co wynika ze stanu zachowania dzieła. Środkowy obraz ma wymiary 138 × 100 cm, lewy 140 × 95 cm, prawy zaś 140 × 95 cm.

### Awers ołtarza
Ołtarz od strony prezbiterium prezentuje trzy kwatery, w których został ukazane wybrane wątki z życia Najświętszej Marii Panny. Wszystkie malowidła otwartego ołtarza namalowane są na złotym tle. Twórca użył tu szerokiej palety barwnej, oscylujących wokół intensywnych czerwieni i błękitów.

#### Zaśnięcie Marii Panny
Pośrodku została umieszczona scena Zaśnięcia Marii Panny. Półkoliste zamknięcie kompozycji jest rezultatem renowacji dzieła, pod jednolitą złotą podmalówką znajdowały się zniszczone elementy kompozycji. To co się zachowało jest zaledwie fragmentem monumentalnej kompozycji, którą tworzyła oprócz leżącej na łożu Marii grupa apostołów. Powyżej sceny widoczny jest fragment sfery niebiańskiej w której zasiada tronujący Chrystus (widoczny w niewielkim fragmencie). Od strony tematycznej wątek ten nawiązuje do tradycji o zaśnięciu Marii, które miało miejsce na Syjonie w Jerozolimie. Pamiątką tego wydarzenia jest świątynia Zaśnięcia NMP w której znalazł się wizerunek konającej Marii, który miał być wzorcem dla licznych przedstawień o tym temacie. Scena ta jednakże pozbawiona jest większego dramatyzmu, leżąca na łożu i okryta bogato zdobioną ornamentami roślinnymi i złotymi gwiazdami błękitną kołdrą Maria została tu ukazana jako młoda niewiasta. Odziana w jasnobłękitną suknię, twarz ma owinięta welonem. Otacza ją grupa anioły odzianych w błękitne szaty, z których jeden zamyka oczy, jej twarz promieniuje pogodnym wyrazem co unaocznia lekki, delikatny uśmiech. Inne anioły delikatnie dotykają twarz, włosy, jeden z nich adoruje Marię. Obok łoża stoi niewielki sepet z księgą, oraz wazon z liliami symbolizującymi czystość i dziewictwo Marii. Ponadto, w zachowanej części dzieła widoczni są trzej apostołowie, których imiona zostały zapisane minuskułą na otaczających ich głowy nimbach. Po lewej stronie widoczny jest ukazany w profilu Św. Tomasz, który trzyma w rękach trybularz, którym będzie okadzać martwą Marię. Po prawej stronie zaś Jan Ewangelista nakładający świecę w ręce zmarłej. Poniżej łoża niezidentyfikowany apostoł ubrany w cynobrowe szaty z kapturem ukazany w momencie czytania zwoju. To poświadcza o wprowadzaniu wątków rodzajowych w scenę religijną. Typ ikonograficzny zwany koimesis ma swoją genezę w malarstwie bizantyńskim.
| Konrad von Soest, Ołtarz Najświętszej Marii Panny, 1420 r. | Konrad von Soest, Ołtarz Najświętszej Marii Panny, 1420 r. | Konrad von Soest, Ołtarz Najświętszej Marii Panny, 1420 r. |
| ---------------------------------------------------------- | ---------------------------------------------------------- | ---------------------------------------------------------- |
|                                                            |                                                            |                                                            |

#### Boże Narodzenie
Lewy obraz przedstawiający Boże Narodzenie zachował się niemal w całości. Na złotym tle została ukazana Święta Rodzina. Leżąca bokiem na wyścielonym łożu Maria przytula i całuje Dzieciątko. Owinięta jest welonem i odziana w błękitną suknię, jej strój charakteryzuje podobieństwo do współczesnej mody dworskiej. Po prawej stronie stoi Józef ukazany jako siwowłosy, brodaty starzec trzymający w ręku laskę. Odziany w błękitne szaty i fioletowy płaszcz z kapturem ma przytwierdzony do pasa różaniec, którego tradycja sięga XIV w. Kompozycję zamyka u góry fragment sfery niebieskiej z chórem anielskim. Typ ikonograficzny ukazujący w ten sposób Maryję z Dzieciątkiem nazywany znany jest jako Maria in puerperio (Maria w połogu), który jest znany w wątkach dewocyjnych.

#### Pokłon Trzech Króli

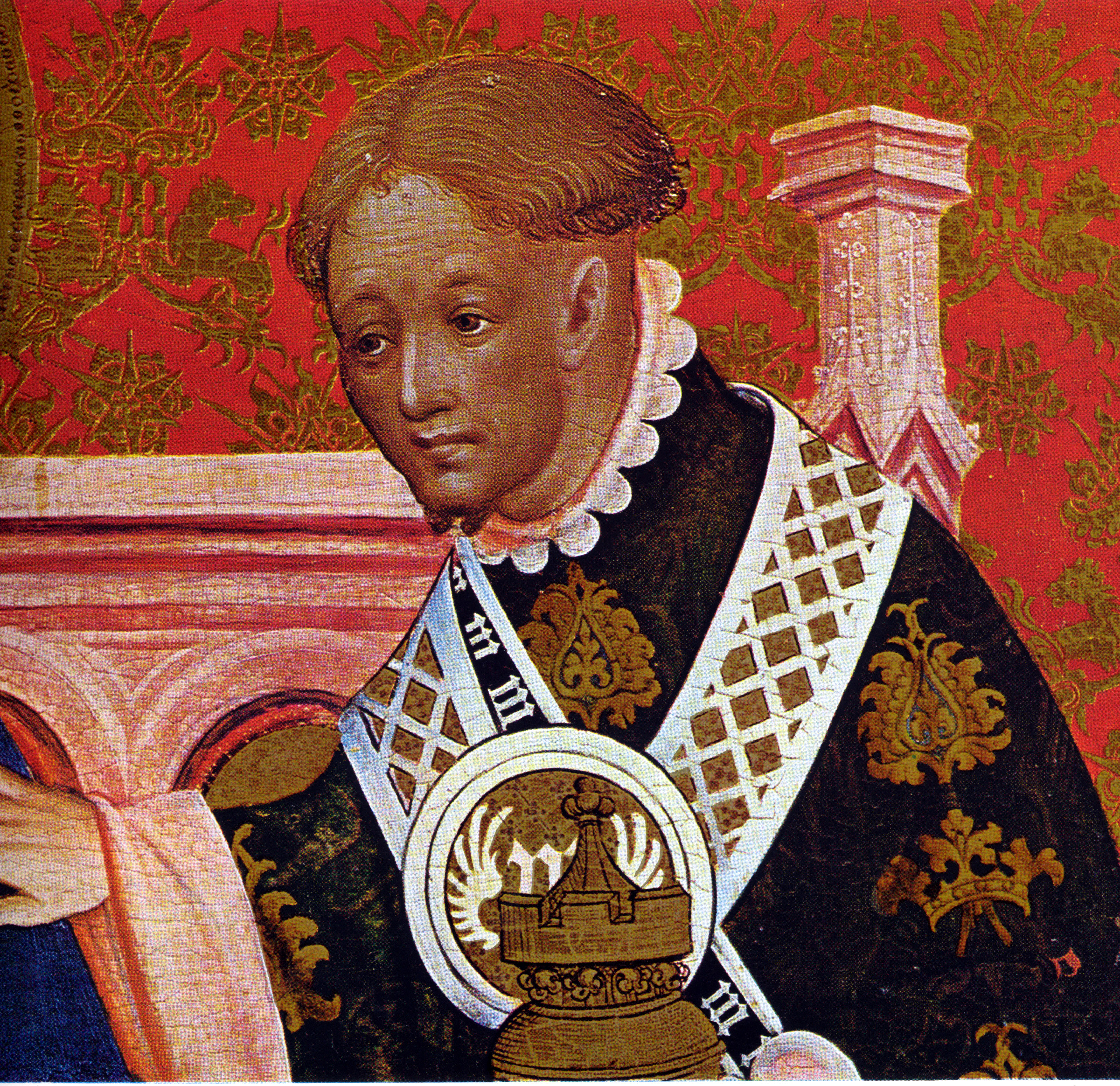
Szczegół ze sceny Pokłonu Trzech Króli

W prawym obrazie został zilustrowany Pokłon Trzech Króli. W przeciwieństwie do kameralnego nastroju w Bożym Narodzeniu scena Pokłonu utrzymana jest w wytwornej dworskiej atmosferze. Maria z Dzieciątkiem zasiadają na ozdobnym gotyckim tronie. Adorujący Chrystusa królowie ukazani są w pełni splendoru brokatowych strojach o wysublimowanej dekoracji ornamentalnej i roślinnej. Malarz konsekwentnie ujednolicił kostiumologię, co poświadcza równie wytworne odzienie Marii. Zgodnie z konsekwencją, złote tło na wysokości połowy kompozycji jest zasłonięte czerwoną tapiserią ze złotymi ornamentami w formie roślin, koni, gryfów oraz gwiazd. Po prawej stronie ukazany został sługa, przypominający swoją fryzurą i strojem średniowiecznego giermka. Od strony kolorystycznej przeważają w tej części kompozycji tonacje intensywnej czerwieni. Artysta konsekwentnie zamyka kompozycję wyobrażeniem sfery niebiańskiej, w tym przypadku grupa aniołów ubrana jest w szaty czerwone co ujednolica koloryt sceny.

### Rewers ołtarza
Na odwrocie ołtarza, które widoczne jest od strony absydy znajdują się dwa obrazy, de facto ich fragmenty. Po lewej stronie znajduje się Koronacja Marii zaś po prawej Zwiastowanie. W stosunku do awersów sceny te zachowały się w gorszym stanie, na całej powierzchni widoczne są uszkodzenia w postaci ubytków farby, licznych spękań etc.
| Konrad von Soest, Ołtarz Najświętszej Marii Panny, 1420 r. (rewers) | Konrad von Soest, Ołtarz Najświętszej Marii Panny, 1420 r. (rewers) |
| ------------------------------------------------------------------- | ------------------------------------------------------------------- |
|                                                                     |                                                                     |

#### Koronacja Marii

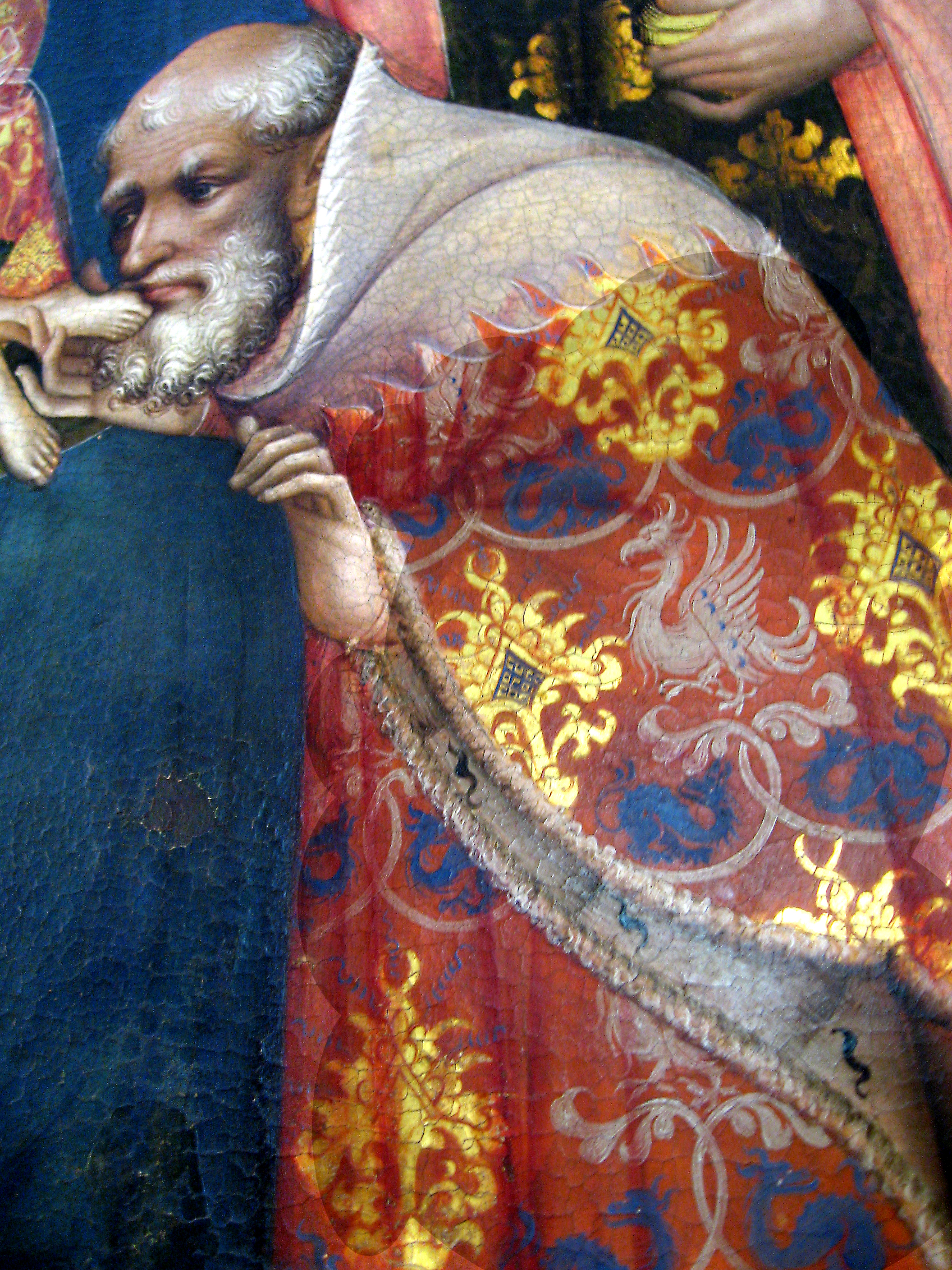
Szczegół ze Sceny Pokłonu Trzech Króli

Scena ta zamknięta jest we wrzecionowatej mandorli, którą tworzy zwarty szereg małych aniołów. Wokół niej usytuowane są symbole czterech ewangelistów (widoczne są jedynie dwa; anioł – Święty Mateusz i lew – Święty Marek). W centrum kompozycji ukazany jest koronowany Chrystus jako Sędzia świata, który w jednej ręce trzyma koronę którą włosy Marii zaś w drugiej berło. Maria zaś podobnie jak na awersach jest młodą, rudowłosą niewiastą o delikatnej twarzy. Podobnie Chrystus emanuje młodością, choć zgodnie z kolejnością jest już po męczeńskiej śmierci. Artysta zastosował tu silny kontrast kolorystyczny, Maria ma szaty utrzymane w delikatnym błękicie, zaś Chrystus intensywnie czerwone, co ma oznaczać Jego męczeństwo i śmierć.

#### Zwiastowanie
Prawą kwaterę wypełnia wyobrażenie Zwiastowania Marii, gdzie trzymający w ręce berło i banderolę (z inskrypcją Ave gratia plena dominus (tecum?)) Archanioł Gabriel widoczny jest w niewielkim fragmencie (reszta zniszczonej sceny została wykadrowana przez konserwatorów). Scena ta rozgrywa się wewnątrz kościoła. Zwraca uwagę leżąca na pulpicie księga której karty są lekko rozwiane, artysta próbuje w ten sposób uchwycić efemeryczność wydarzenia. U dołu, po prawej stronie stoi ozdobny wazon z liliami.

### Sprawa autorstwa dzieła
Do roku 1950 sprawa autorstwa nie była wyjaśniona. Pełne przypisanie dzieła Konradowi von Soestowi zostało zatwierdzone w 1950 przez ówczesnego dyrektora Muzeum Historii Sztuki i Kultury w Dortmundzie, dr Rolfa Fritza, który odnalazł ukrytą sygnaturę mistrza z Dortmundu. Sygnatura ta znajduje się w zamkniętej księdze w scenie Zaśnięcia Marii. Księga ta choć zamknięta ma zaznaczoną za pomocą skórzanych klamer stronicę, w której można odczytać con..d, co zostało zinterpretowane jako skrótowy podpis artysty. Ponadto zestawienie tego dzieła z Ołtarzem z Wildungen potwierdziło autorstwo dzieła, które de facto są jednymi z pierwszych w północnej Europie dziełami sygnowanymi.

### Znaczenie ołtarza

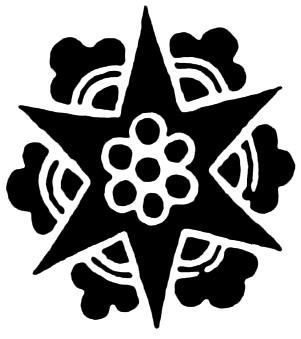
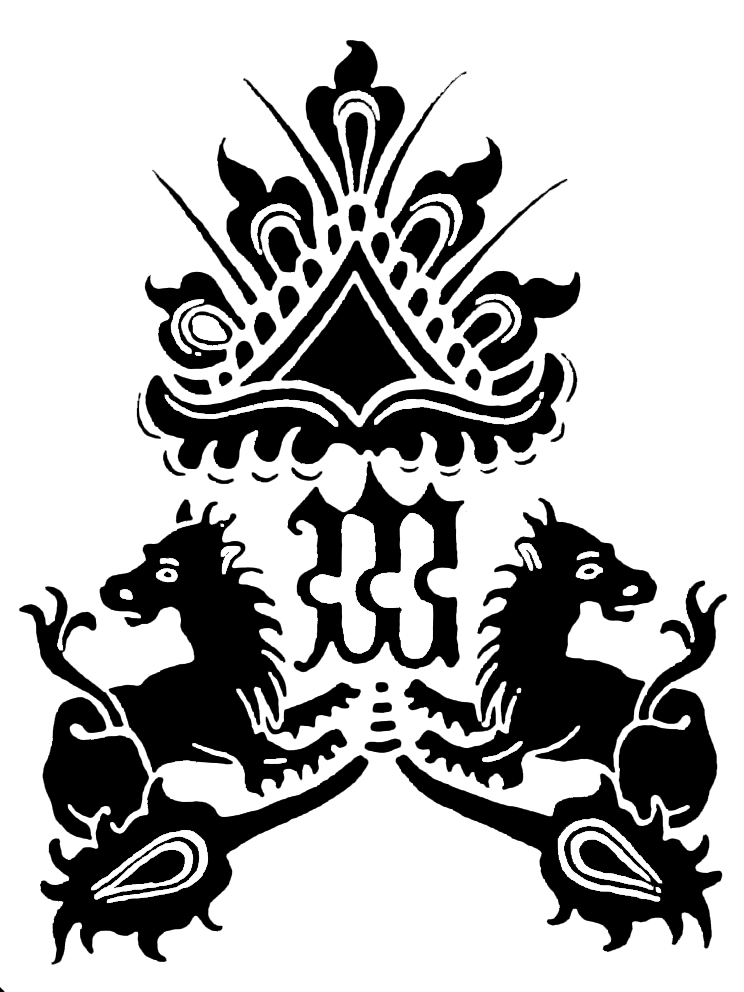
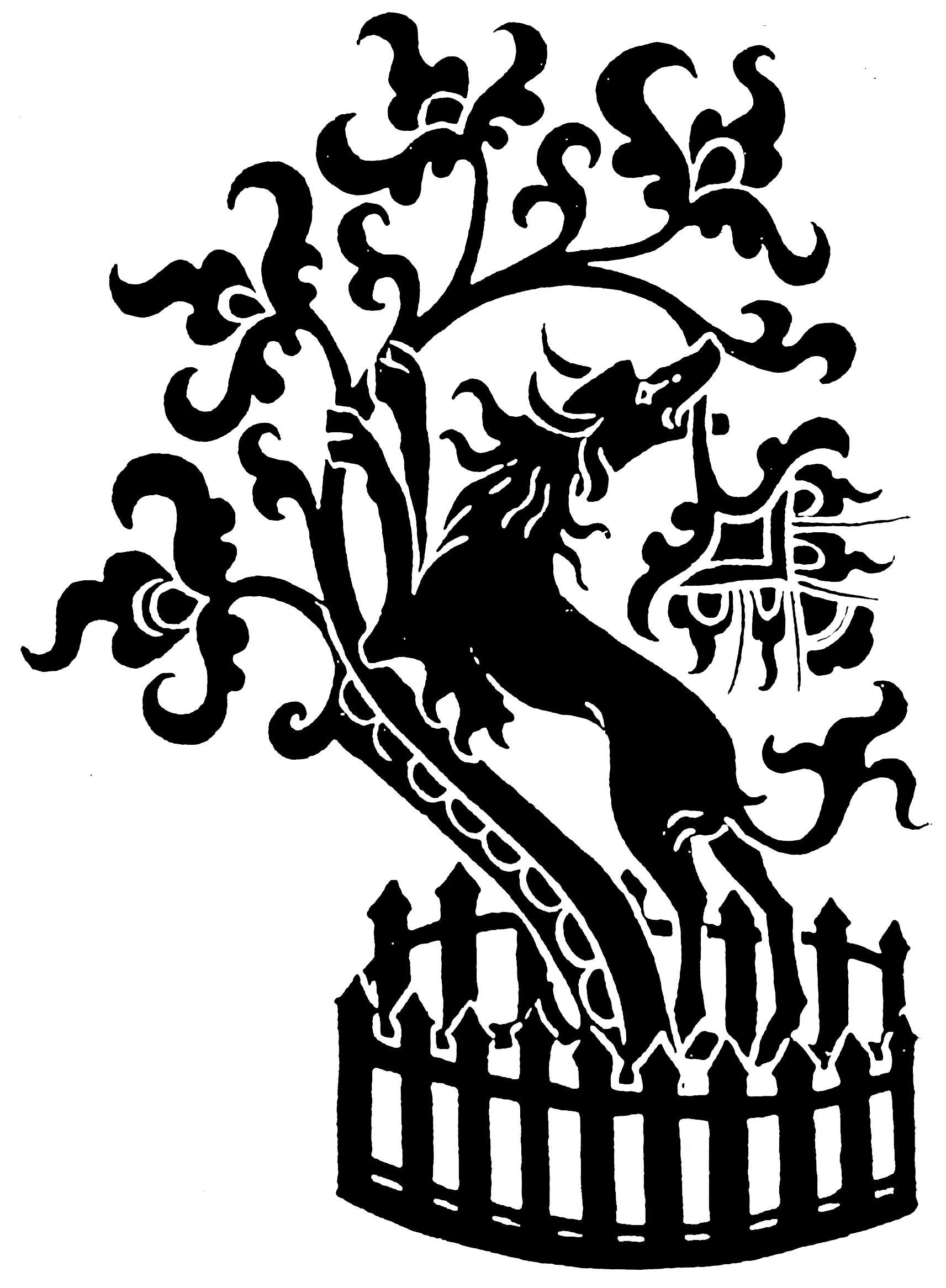
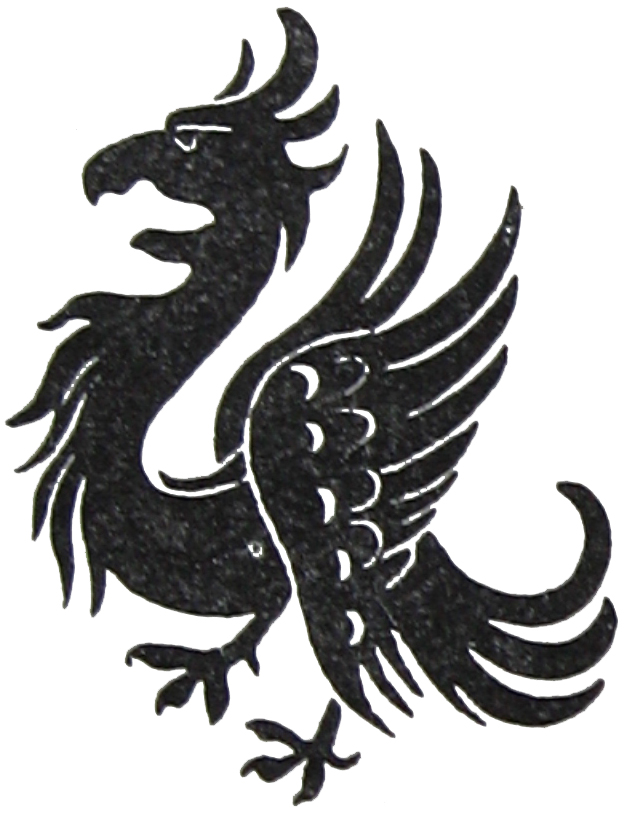

Wybrane motywy dekoracji kostiumów z ołtarza NMP (odrys A. Ludorffa z 1894)
Ołtarz Najświętszej Marii Panny jest nie tylko artystyczną wypowiedzią w kategoriach czysto religijnych i znamienitym przykładem artystycznym medium łączącego wiernych z Marią, której kult w XV wieku odgrywał znaczącą rolę w Kościele, lecz także artystyczną wypowiedzią i identyfikacją, a nawet ostentacją silnej warstwy społecznej którą był patrycjat. Konrad von Soest był liczącą się osobowością w średniowiecznym Dortmundzie. Wykonanie ołtarza NMP dla kościoła pod tym wezwaniem wiąże się z działającym przy kościele Bractwem Najświętszej Marii Panny w którego skład wchodzili możni i patrycjusze miasta, wśród nich sam artysta. Użyte tu na wielką skalę kolory złota, czerwieni i błękity, a więc kolory powstałe z najdroższych wówczas barwników świadczą o bogactwie przykościelnej korporacji. Ponadto to dzieło jest widocznym znakiem samodzielności i stanowiło odzwierciedlenie siły i wysokiej pozycji bractwa.